# Derecho notarial
El derecho notarial es aquella rama del Derecho que está destinada, a través de sus normas jurídicas, a regular la actividad del notario, a dotar de certeza y seguridad jurídica a los hechos e instrumentos públicos, a ciertos actos o contratos que se llevan a efecto ante él y la subsecuente custodia de documentos o valores. También regula y estudia las funciones notariales, la responsabilidad notarial, los procesos notariales, las escrituras notariales tanto protocolares como extraprotocolares.

## Escrituras notariales
Son formalidades que se establecen dentro de un marco jurídico, ya que está dado por un órgano del Estado a un funcionario público (notario), el mismo que tiene las atribuciones para dar fe pública a las declaraciones de voluntad de las personas y realizado los hechos jurídicos cumplidos por él mismo. También es la prueba necesaria para acreditar y recordar los hechos.[cita requerida]
Son instrumentos notariales los que el notario, por mandato de la ley o a solicitud de parte, extienda o autorice en ejercicio de su función, dentro de los límites de su competencia y con las formalidades de ley.

## Instrumentos protocolares
Son las escrituras públicas y demás actas que el notario incorpora al protocolo notarial que debe conservar y expedir los traslados que la ley determina. Por ejemplo:

### Compraventa de un inmueble
Vender una casa puede parecer el viaje de compras más emocionante de la historia, con horas de investigación en línea que culminan en una visita a la casa y una oferta exitosa para los clientes. Sin embargo, una vez que se lea el contrato de compraventa de un inmueble, se entiende cómo es el proceso de venta de vivienda desde una perspectiva financiera y legal. Cuando los clientes firman, se están comprometiendo con un precio, plazos e imprevistos que podrían ahorrarles o costarles cientos o miles de pesos si el trato sale mal.[cita requerida]
Un contrato de compraventa es un acuerdo entre el comprador y el vendedor respecto al precio, la ubicación y la fecha de cierre de la compra de una vivienda. A menudo hay muchos imprevistos en el contrato que pueden proteger a ambas partes de daños si surgen complicaciones antes de la fecha de cierre.

### Sucesión intestada
La sucesión intestada, también denominada sucesión abintestato, legal o legítima, es aquella sucesión hereditaria mortis causa que se produce en el caso de inexistencia o invalidez de testamento de la persona fallecida. Dada la necesidad de la elección de un sucesor, y ante la inexistencia de voluntad escrita del fallecido, la ley suple esa voluntad designando sucesores por defecto.[cita requerida]
La sucesión intestada es un documento firmado por el juez o por el notario en el que una o más personas pueden ser declaradas herederas cuando otra persona fallece sin dejar testamento. Este trámite también se conoce como declaratoria de herederos. Se tramita cuando el testamento no contiene herederos o cuando el testamento otorgado ha sido declarado nulo por el juez. Como ejemplo de esto último, se conocen las situaciones en las que se prueba que el testador padecía demencia senil o deterioro mental. También se le conoce como sucesión legal; tiene sus efectos cuando no existen herederos específicos o documento legal como el testamento que indique el sucesor de la herencia, previo fallecimiento del titular de los bienes a heredar. A consecuencia de ello, la ley tiene la obligación de indicar los herederos de dicha masa patrimonial.[cita requerida]
Por ello, en el caso de la sucesión intestada, los herederos son establecidos por la ley (herederos legales). La solución final adoptada difiere en cada sistema jurídico, aunque suele basarse en relaciones de consanguinidad y afinidad y suele incluir, por este orden, a descendientes, ascendientes, cónyuge, colaterales y, en último lugar, el Estado.[cita requerida]

### Acta constitutiva
Se contempla la redacción del acta constitutiva de una sociedad, que se formaliza ante un notario público. El acta constitutiva contiene, entre otros elementos:
- Estructura jurídica, razón social y sede social.
- Representante legal, socios, gerente o director, administradores, etcétera.
- Objeto social. Es importante considerar un concepto amplio de la actividad empresarial, para no limitar el campo de acción y la posibilidad de crecimiento de los negocios.
- Fijar el importe del capital aportado por los socios, indicando si serán solamente socios nacionales o si se permite la aportación de capital extranjero en la sociedad, lo que influye en el tipo de acciones de la sociedad.
- Designar cómo será la administración de la sociedad (órganos de gobierno), así como nombrar quiénes llevarán la misma y qué capacidades tendrán para la toma de decisiones sobre la sociedad.
- Duración, hecha de disolución y las disposiciones de liquidación de la sociedad.[4][4]

## Instrumentos extraprotocolares
Son instrumentos extraprotocolares las actas y demás certificaciones notariales que se refieran a actos, hechos o circunstancias que presencie o le conste al notario por razón de su función. Por ejemplo: 
- Autorización de viaje para menores de edad
- Poder fuera de registro
- Transacciones extrajudiciales
- Poder simple
- Certificación de firmas